# Liga Concacaf 2022
La Liga Concacaf 2022, denominada oficialmente Liga Concacaf Scotiabank por motivos de patrocinio, fue la sexta y última edición de la Liga Concacaf, una competencia de clubes de fútbol para América Central, las Antillas y Canadá organizada por la Concacaf, el órgano rector regional de América del Norte, América Central y el Caribe.
El torneo fue expandido de 16 a 22 equipos desde la edición del 2019. Cinco equipos de Centroamérica, que anteriormente calificaban directamente a la Liga de Campeones de la Concacaf, ahora entran en la Liga Concacaf, mientras que un equipo canadiense, el campeón de la Canadian Premier League, también entró, aumentando los equipos totales de 31 a 32. Además, ahora un total de seis equipos calificaron desde la Liga Concacaf a la Liga de Campeones de la Concacaf, por tanto el club campeón y los otros mejores 5 equipos calificarán a la Liga de Campeones de la Concacaf 2023.
El campeón Olimpia fue el último equipo en coronarse como rey de la competición, pues el cambio de formato hará que la misma desaparezca, seccionando de nuevo a los clubes centroamericanos y caribeños en dos torneos independientes.

## Sistema de competición
Participaron los primeros, segundos y terceros mejor ubicados en los certámenes locales de Costa Rica, El Salvador, Guatemala, Honduras y Panamá; los mejores de Nicaragua; el campeón de Belice, el campeón de la Premier League de Canadá y el segundo y el tercero lugar del Campeonato de Clubes de la CFU y el ganador del playoff entre el cuarto lugar del Caribe y el campeón del CONCACAF Caribbean Club Shield 2020 para un total de 22 equipos
Los 22 equipos jugaron un torneo de eliminación simple. Cada eliminatoria de ida y vuelta. Si el marcador estaba empatado después del tiempo reglamentario, se utilizó la tanda de penales para determinar el ganador.
El conjunto campeón de la competencia y los mejores 5 clasificados en la tabla final se garantizaron un lugar en la Liga de Campeones de la Concacaf 2023.

### Distribución de cupos
| Federación     | Total | Octavos | Preliminar |
| -------------- | ----- | ------- | ---------- |
| Costa Rica     | 3     | 2       | 1          |
| Honduras       | 3     | 2       | 1          |
| Panamá         | 3     | 2       | 1          |
| Guatemala      | 3     | 1       | 2          |
| El Salvador    | 3     | 1       | 2          |
| Nicaragua      | 2     | 1       | 1          |
| Belice         | 1     | -       | 1          |
| Canadá         | 1     | -       | 1          |
| Caribe         | 3     | 1       | 2          |
| Ronda anterior |       | 6       |            |
| Total          | 22    | 16      | 12         |

## Calendario
| Fase          | Ronda            | Ida                       | Vuelta                      |
| ------------- | ---------------- | ------------------------- | --------------------------- |
| Eliminatorias | Ronda Preliminar | 26–28 de julio de 2022    | 2–4 de agosto de 2022       |
| Eliminatorias | Octavos de final | 16–18 de agosto de 2022   | 23–25 de agosto de 2022     |
| Eliminatorias | Cuartos de final | 7–8 de septiembre de 2022 | 13–15 de septiembre de 2022 |
| Eliminatorias | Semifinales      | 4–5 de octubre de 2022    | 11 de octubre de 2022       |
| Eliminatorias | Final            | 26 de octubre de 2022     | 2 de noviembre de 2022      |

## Equipos participantes
| País                 | Equipo                               | Vía de clasificación |
| -------------------- | ------------------------------------ | --- |
| Costa Rica 3 plazas  | Herediano Cartaginés Alajuelense     | Campeón del Torneo Apertura 2021 Campeón del Torneo Clausura 2022 Mejor posición fuera de los campeones de la Liga Promérica 2021-22 |
| Honduras 3 plazas    | Olimpia Motagua Real España          | Campeón del Torneo Apertura 2021 Campeón del Torneo Clausura 2022 Mejor ubicado en la tabla acumulada del Liga Betcris 2021-22 |
| Panamá 3 plazas      | Tauro Alianza Sporting San Miguelito | Campeón del Torneo Clausura 2021 Campeón del Torneo Apertura 2022 Subcampeón Mejor ubicado en la tabla acumulada del Liga Tigo LPF 2021-22 |
| Guatemala 3 plazas   | Malacateco Comunicaciones Municipal  | Campeón del Torneo Apertura 2021 Campeón del Torneo Clausura 2022 Subcampeón Mejor ubicado en la tabla acumulada del Liga Nacional 2021-22 |
| El Salvador 3 plazas | Alianza Águila Platense              | Campeón del Torneo Apertura 2021 y Torneo Clausura 2022 Subcampeón del Torneo Clausura 2022 Subcampeón del Torneo Apertura 2021 |
| Nicaragua 2 plazas   | Diriangén Real Estelí                | Campeón del Torneo Apertura 2021 y Torneo Clausura 2022 Mejor Subcampeón de la Liga Primera 2021-22 |
| Belice 1 plaza       | Verdes                               | Campeón de la Liga Premier de Belice 2022. |
| Canadá 1 plaza       | Pacific                              | Campeón de la Canadian Premier League 2021 |
| Caribe 3 plazas      | Cibao Atlético Vega Real Waterhouse  | Subcampeón del Campeonato de Clubes de la CFU 2022 Tercer Lugar del Campeonato de Clubes de la CFU 2022 Ganador de la eliminatoria entre el cuarto del Campeonato de Clubes de la CFU 2022 vs. el campeón del CONCACAF Caribbean Club Shield 2022 |

## Sorteo
Para la ronda preliminar, el sorteo determinó los 6 enfrentamientos utilizando 2 bombos de seis equipos cada uno. Equipos de un mismo país no podían ser sorteados en esta ronda (a menos que ocuparan el cupo de una federación suspendida, lo cual no ocurrió en esta ocasión).
Para los octavos de final, el sorteo determinó los 8 enfrentamientos utilizando 2 bombos de 8 equipos cada uno. Los 6 equipos ganadores de la ronda preliminar se ubicaron en el segundo bombo, cerrando la serie de visitante.
El sembrado de los equipos en los bombos se basa en el Índice de Clubes de Concacaf, el cual otorga un valor a las actuaciones de los clubes sembrados en el cupo correspondiente (es decir, el equipo que ocupe el cupo 1 de una federación partirá según la puntuación obtenida por los equipos que fueron el cupo 1 de esa federación en el pasado). 
La fórmula de asignación de puntos es la siguiente.
| Puntos por                       | Participar | Victoria | Empate | Ronda avanzada | Campeonato |
| -------------------------------- | ---------- | -------- | ------ | -------------- | ---------- |
| Liga de Campeones de la Concacaf | 4          | 3        | 1      | 1              | 2          |
| Liga Concacaf                    | 2          | 3        | 1      | 0.5            | 1          |

## Ronda preliminar

### Bombos
En la ronda preliminar, doce equipos se dividieron en dos bombos, en esta ocasión según lo coeficientes de países por clubes de CONCACAF. Jugaron a partido ida y vuelta para definir al equipo que jugará los octavos de final. Sólo los vencedores avanzaron de ronda.
| Bombo 1                | Bombo 2            |
| ---------------------- | ------------------ |
| Alajuelense            | Águila             |
| Municipal              | Atlético Vega Real |
| Real España            | Real Estelí        |
| Platense               | Malacateco         |
| Sporting San Miguelito | Waterhouse         |
| Pacific                | Verdes             |

### Partidos
| Equipo 1               | Agr.     | Equipo 2           | Ida | Vuelta |
| ---------------------- | -------- | ------------------ | --- | ------ |
| Platense               | 2–2 (v.) | Verdes             | 0–0 | 2–2    |
| Alajuelense            | 4–1      | Águila             | 1–1 | 3–0    |
| Real España            | 3–1      | Real Estelí        | 0–0 | 3–1    |
| Sporting San Miguelito | 4–1      | Malacateco         | 1–1 | 3–0    |
| Pacific                | 6–0      | Waterhouse         | 0–0 | 6–0    |
| Municipal              | 9–0      | Atlético Vega Real | 4–0 | 5–0    |

## Fase final

### Bombos
| Bombo 3    | Bombo 4                |
| ---------- | ---------------------- |
| Alianza    | Comunicaciones         |
| Tauro      | Cibao                  |
| Olimpia    | Verdes                 |
| Alianza    | Alajuelense            |
| Herediano  | Real España            |
| Motagua    | Sporting San Miguelito |
| Cartaginés | Pacific                |
| Diriangén  | Municipal              |

### Cuadro de desarrollo
|  | Octavos de final                                     | Octavos de final                                     | Octavos de final                                     | Octavos de final                                     |   |             | Cuartos de final                                          | Cuartos de final                                          | Cuartos de final                                          | Cuartos de final                                          |  |             | Semifinales                                   | Semifinales                                   | Semifinales                                   | Semifinales                                   |  |         | Final                                       | Final                                       | Final                                       | Final                                       |  |
|  | 16 al 18 de agosto (ida) 23 al 25 de agosto (vuelta) | 16 al 18 de agosto (ida) 23 al 25 de agosto (vuelta) | 16 al 18 de agosto (ida) 23 al 25 de agosto (vuelta) | 16 al 18 de agosto (ida) 23 al 25 de agosto (vuelta) |   |             | 7 y 8 de septiembre (ida) 13 al 15 de septiembre (vuelta) | 7 y 8 de septiembre (ida) 13 al 15 de septiembre (vuelta) | 7 y 8 de septiembre (ida) 13 al 15 de septiembre (vuelta) | 7 y 8 de septiembre (ida) 13 al 15 de septiembre (vuelta) |  |             | 4 y 5 de octubre (ida) 11 de octubre (vuelta) | 4 y 5 de octubre (ida) 11 de octubre (vuelta) | 4 y 5 de octubre (ida) 11 de octubre (vuelta) | 4 y 5 de octubre (ida) 11 de octubre (vuelta) |  |         | 26 de octubre (ida) 2 de noviembre (vuelta) | 26 de octubre (ida) 2 de noviembre (vuelta) | 26 de octubre (ida) 2 de noviembre (vuelta) | 26 de octubre (ida) 2 de noviembre (vuelta) |  |
|  |                                                      |                                                      |                                                      |                                                      |   |             |                                                           |                                                           |                                                           |                                                           |  |             |                                               |                                               |                                               |                                               |  |         |                                             |                                             |                                             |                                             |  |
|  |                                                      |                                                      |                                                      |                                                      |   |             |                                                           |                                                           |                                                           |                                                           |  |             |                                               |                                               |                                               |                                               |  |         |                                             |                                             |                                             |                                             |  |
|  | Tauro                                                | 1                                                    | 1                                                    | 2                                                    |   |             |                                                           |                                                           |                                                           |                                                           |  |             |                                               |                                               |                                               |                                               |  |         |                                             |                                             |                                             |                                             |  |
|  | Tauro                                                | 1                                                    | 1                                                    | 2                                                    |   |             |                                                           |                                                           |                                                           |                                                           |  |             |                                               |                                               |                                               |                                               |  |         |                                             |                                             |                                             |                                             |  |
|  | Sporting San Miguelito                               | 0                                                    | 1                                                    | 1                                                    |   |             |                                                           |                                                           |                                                           |                                                           |  |             |                                               |                                               |                                               |                                               |  |         |                                             |                                             |                                             |                                             |  |
|  | Sporting San Miguelito                               | 0                                                    | 1                                                    | 1                                                    |   | Tauro       | 0                                                         | 0                                                         | 0 (4)                                                     |                                                           |  |             |                                               |                                               |                                               |                                               |  |         |                                             |                                             |                                             |                                             |  |
|  |                                                      |                                                      |                                                      |                                                      |   | Tauro       | 0                                                         | 0                                                         | 0 (4)                                                     |                                                           |  |             |                                               |                                               |                                               |                                               |  |         |                                             |                                             |                                             |                                             |  |
|  |                                                      |                                                      | Motagua                                              | 0                                                    | 0 | 0 (5)       |                                                           |                                                           |                                                           |                                                           |  |             |                                               |                                               |                                               |                                               |  |         |                                             |                                             |                                             |                                             |  |
|  | Motagua                                              | 1                                                    | Motagua                                              | 0                                                    | 0 | 0 (5)       | 2                                                         | 3                                                         |                                                           |                                                           |  |             |                                               |                                               |                                               |                                               |  |         |                                             |                                             |                                             |                                             |  |
|  | Motagua                                              | 1                                                    |                                                      |                                                      |   |             |                                                           |                                                           |                                                           |                                                           |  |             |                                               |                                               |                                               |                                               |  |         |                                             |                                             |                                             |                                             |  |
|  | Cibao                                                | 0                                                    | 0                                                    | 0                                                    |   |             |                                                           |                                                           |                                                           |                                                           |  |             |                                               |                                               |                                               |                                               |  |         |                                             |                                             |                                             |                                             |  |
|  | Cibao                                                | 0                                                    | 0                                                    | 0                                                    |   |             |                                                           |                                                           |                                                           |                                                           |  | Motagua     | 0                                             | 0                                             | 0                                             |                                               |  |         |                                             |                                             |                                             |                                             |  |
|  |                                                      |                                                      |                                                      |                                                      |   |             |                                                           |                                                           |                                                           |                                                           |  | Motagua     | 0                                             | 0                                             | 0                                             |                                               |  |         |                                             |                                             |                                             |                                             |  |
|  |                                                      |                                                      | Olimpia                                              | 0                                                    | 1 | 1           |                                                           |                                                           |                                                           |                                                           |  |             |                                               |                                               |                                               |                                               |  |         |                                             |                                             |                                             |                                             |  |
|  | Olimpia                                              | 2                                                    | Olimpia                                              | 0                                                    | 1 | 1           | 1                                                         | 3                                                         |                                                           |                                                           |  |             |                                               |                                               |                                               |                                               |  |         |                                             |                                             |                                             |                                             |  |
|  | Olimpia                                              | 2                                                    |                                                      |                                                      |   |             |                                                           |                                                           |                                                           |                                                           |  |             |                                               |                                               |                                               |                                               |  |         |                                             |                                             |                                             |                                             |  |
|  | Municipal                                            | 2                                                    | 0                                                    | 2                                                    |   |             |                                                           |                                                           |                                                           |                                                           |  |             |                                               |                                               |                                               |                                               |  |         |                                             |                                             |                                             |                                             |  |
|  | Municipal                                            | 2                                                    | 0                                                    | 2                                                    |   | Olimpia     | 4                                                         | 3                                                         | 7                                                         |                                                           |  |             |                                               |                                               |                                               |                                               |  |         |                                             |                                             |                                             |                                             |  |
|  |                                                      |                                                      |                                                      |                                                      |   | Olimpia     | 4                                                         | 3                                                         | 7                                                         |                                                           |  |             |                                               |                                               |                                               |                                               |  |         |                                             |                                             |                                             |                                             |  |
|  |                                                      |                                                      | Diriangén                                            | 0                                                    | 1 | 1           |                                                           |                                                           |                                                           |                                                           |  |             |                                               |                                               |                                               |                                               |  |         |                                             |                                             |                                             |                                             |  |
|  | Diriangén                                            | 1                                                    | Diriangén                                            | 0                                                    | 1 | 1           | 1                                                         | 2                                                         |                                                           |                                                           |  |             |                                               |                                               |                                               |                                               |  |         |                                             |                                             |                                             |                                             |  |
|  | Diriangén                                            | 1                                                    |                                                      |                                                      |   |             |                                                           |                                                           |                                                           |                                                           |  |             |                                               |                                               |                                               |                                               |  |         |                                             |                                             |                                             |                                             |  |
|  | Comunicaciones                                       | 0                                                    | 1                                                    | 1                                                    |   |             |                                                           |                                                           |                                                           |                                                           |  |             |                                               |                                               |                                               |                                               |  |         |                                             |                                             |                                             |                                             |  |
|  | Comunicaciones                                       | 0                                                    | 1                                                    | 1                                                    |   |             |                                                           |                                                           |                                                           |                                                           |  |             |                                               |                                               |                                               |                                               |  | Olimpia | 3                                           | 2                                           | 5                                           |                                             |  |
|  |                                                      |                                                      |                                                      |                                                      |   |             |                                                           |                                                           |                                                           |                                                           |  |             |                                               |                                               |                                               |                                               |  | Olimpia | 3                                           | 2                                           | 5                                           |                                             |  |
|  |                                                      |                                                      | Alajuelense                                          | 2                                                    | 2 | 4           |                                                           |                                                           |                                                           |                                                           |  |             |                                               |                                               |                                               |                                               |  |         |                                             |                                             |                                             |                                             |  |
|  | Herediano                                            | 1                                                    | Alajuelense                                          | 2                                                    | 2 | 4           | 0                                                         | 1 (6)                                                     |                                                           |                                                           |  |             |                                               |                                               |                                               |                                               |  |         |                                             |                                             |                                             |                                             |  |
|  | Herediano                                            | 1                                                    |                                                      |                                                      |   |             |                                                           |                                                           |                                                           |                                                           |  |             |                                               |                                               |                                               |                                               |  |         |                                             |                                             |                                             |                                             |  |
|  | Pacific                                              | 0                                                    | 1                                                    | 1 (5)                                                |   |             |                                                           |                                                           |                                                           |                                                           |  |             |                                               |                                               |                                               |                                               |  |         |                                             |                                             |                                             |                                             |  |
|  | Pacific                                              | 0                                                    | 1                                                    | 1 (5)                                                |   | Herediano   | 1                                                         | 1                                                         | 2                                                         |                                                           |  |             |                                               |                                               |                                               |                                               |  |         |                                             |                                             |                                             |                                             |  |
|  |                                                      |                                                      |                                                      |                                                      |   | Herediano   | 1                                                         | 1                                                         | 2                                                         |                                                           |  |             |                                               |                                               |                                               |                                               |  |         |                                             |                                             |                                             |                                             |  |
|  |                                                      |                                                      | Real España                                          | 3                                                    | 1 | 4           |                                                           |                                                           |                                                           |                                                           |  |             |                                               |                                               |                                               |                                               |  |         |                                             |                                             |                                             |                                             |  |
|  | Cartaginés                                           | 0                                                    | Real España                                          | 3                                                    | 1 | 4           | 0                                                         | 0                                                         |                                                           |                                                           |  |             |                                               |                                               |                                               |                                               |  |         |                                             |                                             |                                             |                                             |  |
|  | Cartaginés                                           | 0                                                    |                                                      |                                                      |   |             |                                                           |                                                           |                                                           |                                                           |  |             |                                               |                                               |                                               |                                               |  |         |                                             |                                             |                                             |                                             |  |
|  | Real España                                          | 2                                                    | 2                                                    | 4                                                    |   |             |                                                           |                                                           |                                                           |                                                           |  |             |                                               |                                               |                                               |                                               |  |         |                                             |                                             |                                             |                                             |  |
|  | Real España                                          | 2                                                    | 2                                                    | 4                                                    |   |             |                                                           |                                                           |                                                           |                                                           |  | Real España | 0                                             | 2                                             | 2                                             |                                               |  |         |                                             |                                             |                                             |                                             |  |
|  |                                                      |                                                      |                                                      |                                                      |   |             |                                                           |                                                           |                                                           |                                                           |  | Real España | 0                                             | 2                                             | 2                                             |                                               |  |         |                                             |                                             |                                             |                                             |  |
|  |                                                      |                                                      | Alajuelense                                          | 3                                                    | 2 | 5           |                                                           |                                                           |                                                           |                                                           |  |             |                                               |                                               |                                               |                                               |  |         |                                             |                                             |                                             |                                             |  |
|  | Alianza                                              | 0                                                    | Alajuelense                                          | 3                                                    | 2 | 5           | 1                                                         | 1                                                         |                                                           |                                                           |  |             |                                               |                                               |                                               |                                               |  |         |                                             |                                             |                                             |                                             |  |
|  | Alianza                                              | 0                                                    |                                                      |                                                      |   |             |                                                           |                                                           |                                                           |                                                           |  |             |                                               |                                               |                                               |                                               |  |         |                                             |                                             |                                             |                                             |  |
|  | Alajuelense                                          | 5                                                    | 1                                                    | 6                                                    |   |             |                                                           |                                                           |                                                           |                                                           |  |             |                                               |                                               |                                               |                                               |  |         |                                             |                                             |                                             |                                             |  |
|  | Alajuelense                                          | 5                                                    | 1                                                    | 6                                                    |   | Alajuelense | 1                                                         | 2                                                         | 3                                                         |                                                           |  |             |                                               |                                               |                                               |                                               |  |         |                                             |                                             |                                             |                                             |  |
|  |                                                      |                                                      |                                                      |                                                      |   | Alajuelense | 1                                                         | 2                                                         | 3                                                         |                                                           |  |             |                                               |                                               |                                               |                                               |  |         |                                             |                                             |                                             |                                             |  |
|  |                                                      |                                                      | Alianza                                              | 0                                                    | 0 | 0           |                                                           |                                                           |                                                           |                                                           |  |             |                                               |                                               |                                               |                                               |  |         |                                             |                                             |                                             |                                             |  |
|  | Alianza                                              | 2                                                    | Alianza                                              | 0                                                    | 0 | 0           | 5                                                         | 7                                                         |                                                           |                                                           |  |             |                                               |                                               |                                               |                                               |  |         |                                             |                                             |                                             |                                             |  |
|  | Alianza                                              | 2                                                    |                                                      |                                                      |   |             |                                                           |                                                           |                                                           |                                                           |  |             |                                               |                                               |                                               |                                               |  |         |                                             |                                             |                                             |                                             |  |
|  | Verdes                                               | 0                                                    | 1                                                    | 1                                                    |   |             |                                                           |                                                           |                                                           |                                                           |  |             |                                               |                                               |                                               |                                               |  |         |                                             |                                             |                                             |                                             |  |
|  | Verdes                                               | 0                                                    | 1                                                    | 1                                                    |   |             |                                                           |                                                           |                                                           |                                                           |  |             |                                               |                                               |                                               |                                               |  |         |                                             |                                             |                                             |                                             |  |
|  |                                                      |                                                      |                                                      |                                                      |   |             |                                                           |                                                           |                                                           |                                                           |  |             |                                               |                                               |                                               |                                               |  |         |                                             |                                             |                                             |                                             |  |

### Octavos de final
| Equipo 1   | Agr.         | Equipo 2               | Ida | Vuelta |
| ---------- | ------------ | ---------------------- | --- | ------ |
| Tauro      | 2–1          | Sporting San Miguelito | 1–0 | 1–1    |
| Motagua    | 3–0          | Cibao                  | 1–0 | 2–0    |
| Olimpia    | 3–2          | Municipal              | 2–2 | 1–0    |
| Diriangén  | 2–1          | Comunicaciones         | 1–0 | 1–1    |
| Herediano  | 1–1 (6–5 p.) | Pacific                | 1–0 | 0–1    |
| Cartaginés | 0–4          | Real España            | 0–2 | 0–2    |
| Alianza    | 1–6          | Alajuelense            | 0–5 | 1–1    |
| Alianza    | 7–1          | Verdes                 | 2–0 | 5–1    |

### Cuartos de final
| Equipo 1    | Agr.         | Equipo 2    | Ida | Vuelta |
| ----------- | ------------ | ----------- | --- | ------ |
| Tauro       | 0–0 (4–5 p.) | Motagua     | 0–0 | 0–0    |
| Olimpia     | 7–1          | Diriangén   | 4–0 | 3–1    |
| Herediano   | 2–4          | Real España | 1–3 | 1–1    |
| Alajuelense | 3–0          | Alianza     | 1–0 | 2–0    |

### Semifinales
| Equipo 1    | Agr. | Equipo 2    | Ida | Vuelta |
| ----------- | ---- | ----------- | --- | ------ |
| Olimpia     | 1–0  | Motagua     | 0–0 | 1–0    |
| Alajuelense | 5–2  | Real España | 3–0 | 2–2    |

### Final
| Equipo 1    | Agr. | Equipo 2 | Ida | Vuelta |
| ----------- | ---- | -------- | --- | ------ |
| Alajuelense | 4–5  | Olimpia  | 2–3 | 2–2    |

|                            |
| Bandera de Honduras        |
| Campeón Olimpia 2.º título |

## Estadísticas

### Clasificación a la Liga de Campeones de la Concacaf
Comenzando desde los octavos de final, los equipos son colocados en base a sus resultados (excluyendo la ronda preliminar). Basados en el ranking, los mejores seis equipos, o sea, el campeón, el subcampeón, ambos perdedores de las semifinales, y los mejores dos perdedores de los cuartos de final, clasificarán para la Liga de Campeones de la Concacaf 2023.
| Pos. | Equipo         | Pts. | PJ | G | E | P | GF | GC | Dif. | Clasificación                                           |
| ---- | -------------- | ---- | -- | - | - | - | -- | -- | ---- | ------------------------------------------------------- |
| 1    | Olimpia        | 18   | 8  | 5 | 3 | 0 | 16 | 7  | +9   | Finalistas; Liga de Campeones de la Concacaf 2023       |
| 2    | Alajuelense    | 15   | 8  | 4 | 3 | 1 | 18 | 8  | +10  | Finalistas; Liga de Campeones de la Concacaf 2023       |
|      |                |      |    |   |   |   |    |    |      |                                                         |
| 3    | Real España    | 11   | 6  | 3 | 2 | 1 | 10 | 7  | +3   | Semifinalistas; Liga de Campeones de la Concacaf 2023   |
| 4    | Motagua        | 9    | 6  | 2 | 3 | 1 | 3  | 1  | +2   | Semifinalistas; Liga de Campeones de la Concacaf 2023   |
|      |                |      |    |   |   |   |    |    |      |                                                         |
| 5    | Alianza        | 6    | 4  | 2 | 0 | 2 | 7  | 4  | +3   | Cuartos de final; Liga de Campeones de la Concacaf 2023 |
| 6    | Tauro          | 6    | 4  | 1 | 3 | 0 | 2  | 1  | +1   | Cuartos de final; Liga de Campeones de la Concacaf 2023 |
| 7    | Herediano      | 4    | 4  | 1 | 1 | 2 | 3  | 5  | −2   | Cuartos de final                                        |
| 8    | Diriangén      | 4    | 4  | 1 | 1 | 2 | 3  | 8  | −5   | Cuartos de final                                        |
|      |                |      |    |   |   |   |    |    |      |                                                         |
| 9    | Pacific        | 3    | 2  | 1 | 0 | 1 | 1  | 1  | 0    | Octavos de final                                        |
| 10   | Municipal      | 1    | 2  | 0 | 1 | 1 | 2  | 3  | −1   | Octavos de final                                        |
| 11   | Sporting SM    | 1    | 2  | 0 | 1 | 1 | 1  | 2  | −1   | Octavos de final                                        |
| 12   | Comunicaciones | 1    | 2  | 0 | 1 | 1 | 1  | 2  | −1   | Octavos de final                                        |
| 13   | Alianza        | 1    | 2  | 0 | 1 | 1 | 1  | 6  | −5   | Octavos de final                                        |
| 14   | Cibao          | 0    | 2  | 0 | 0 | 2 | 0  | 3  | −3   | Octavos de final                                        |
| 15   | Cartaginés     | 0    | 2  | 0 | 0 | 2 | 0  | 4  | −4   | Octavos de final                                        |
| 16   | Verdes         | 0    | 2  | 0 | 0 | 2 | 1  | 7  | −6   | Octavos de final                                        |

 Fuente: CONCACAF
Criterios de clasificación: 1) Puntos; 2) Gol diferencia; 3) Goles anotados; 4) Goles de visitante; 5) Partidos ganados; 6) Partidos de visitante ganados; 7) Puntos disciplinarios (un punto por tarjeta amarilla, 3 puntos por tarjeta roja indirecta, 4 puntos por tarjeta roja directa, 5 puntos por tarjeta amarilla y tarjeta roja directa); 8) Sorteo (Regulaciones Artículo 12.10.4).

### Goleadores
| Jugador           | Club        |   | PJ |
| ----------------- | ----------- | - | -- |
| Ramiro Rocca      | Real España | 6 | 8  |
| Alejandro Díaz    | Pacific     | 3 | 2  |
| Matías Rotondi    | Municipal   | 3 | 4  |
| Doryan Rodríguez  | Alajuelense | 3 | 7  |
| Michaell Chirinos | Olimpia     | 3 | 8  |
| Johan Venegas     | Alajuelense | 3 | 8  |
| Aarón Suárez      | Alajuelense | 3 | 9  |